# Wereldkampioenschap voetbal 2006 (Groep C) Nederland - Ivoorkust
Deze pagina is een subpagina van het artikel Wereldkampioenschap voetbal 2006. Hierin wordt de wedstrijd in de groepsfase in groep C tussen Nederland en Ivoorkust gespeeld op 16 juni 2006 nader uitgelicht.

## Wedstrijdgegevens
| Datum                | 16 juni 2006                        | 16 juni 2006                        |
| Stadion              | Gottlieb-Daimler-Stadion, Stuttgart | Gottlieb-Daimler-Stadion, Stuttgart |
| Toeschouwers         | 52.000                              | 52.000                              |
| Scheidsrechter       | Óscar Ruiz                          | Óscar Ruiz                          |
| Assistenten          | Fernando Tamayo José Navia          | Fernando Tamayo José Navia          |
| Vierde man           | Marco Rodríguez                     | Marco Rodríguez                     |
| Man van de wedstrijd | Robin van Persie                    | Robin van Persie                    |
|                      | Nederland                           | Ivoorkust                           |
| Doelpunten           | 2                                   | 1                                   |
| Gele kaarten         | 4                                   | 3                                   |
| Rode kaarten         | 0                                   | 0                                   |
| Wissels              | 3                                   | 3                                   |
| Schoten op doel      | 8                                   | 9                                   |
| Schoten naast doel   | 1                                   | 7                                   |
| Overtredingen        | 24                                  | 15                                  |
| Hoekschoppen         | 3                                   | 8                                   |
| Buitenspel           | 6                                   | 4                                   |
| Strafschoppen        | 0                                   | 0                                   |
| Balbezit (tijd)      | 30'00"                              | 29'00"                              |
| Balbezit (%)         | 51%                                 | 49%                                 |

| Nederland | 2 – 1        | Ivoorkust |
| Robin van Persie 23' Ruud van Nistelrooij 27' | goals        | 38' Bakari Koné |
| Marco van Basten | bondscoach   | Henri Michel |
| Edwin van der Sar Johnny Heitinga 46' André Ooijer Joris Mathijsen Giovanni van Bronckhorst Mark van Bommel Wesley Sneijder 50' Phillip Cocu Robin van Persie Ruud van Nistelrooij 73' Arjen Robben | opstellingen | Jean-Jacques Tizié Emmanuel Eboué Kolo Habib Touré Abdoulaye Méité Arthur Boka 62' Bakari Koné Didier Zokora Yaya Touré 62' Romaric N'Dri 73' Arouna Koné Didier Drogba |
| Khalid Boulahrouz 46' Rafael van der Vaart 50' Denny Landzaat 73' | wissels      | 62' Gilles Yapi Yapo 62' Aruna Dindane 73' Kanga Akale |
| Arjen Robben 34' Joris Mathijsen 35' Mark van Bommel 58' Khalid Boulahrouz 90+4' | gele kaarten | 25' Didier Zokora 41' Didier Drogba 66' Arthur Boka |
| | rode kaarten | |

## Overzicht van wedstrijden
| Groepswedstrijden | | | |
| Groep A | Groep B | Groep C | Groep D |
| Duitsland - Costa Rica Polen - Ecuador Duitsland - Polen Ecuador - Costa Rica Ecuador - Duitsland Costa Rica - Polen             | Engeland - Paraguay Trinidad en Tobago - Zweden Engeland - Trinidad en Tobago Zweden - Paraguay Zweden - Engeland Paraguay - Trinidad en Tobago | Argentinië - Ivoorkust Servië en Montenegro - Nederland Argentinië - Servië en Montenegro Nederland - Ivoorkust Nederland - Argentinië Ivoorkust - Servië en Montenegro | Mexico - Iran Angola - Portugal Mexico - Angola Portugal - Iran Portugal - Mexico Iran - Angola                               |
| Groep E | Groep F | Groep G | Groep H |
| Italië - Ghana Verenigde Staten - Tsjechië Italië - Verenigde Staten Tsjechië - Ghana Tsjechië - Italië Ghana - Verenigde Staten | Australië - Japan Brazilië - Kroatië Brazilië - Australië Japan - Kroatië Japan - Brazilië Kroatië - Australië                                  | Frankrijk - Zwitserland Zuid-Korea - Togo Frankrijk - Zuid-Korea Togo - Zwitserland Togo - Frankrijk Zwitserland - Zuid-Korea                                           | Spanje - Oekraïne Tunesië - Saoedi-Arabië Spanje - Tunesië Saoedi-Arabië - Oekraïne Saoedi-Arabië - Spanje Oekraïne - Tunesië |
| Achtste finales | | | |
| Duitsland - Zweden Argentinië - Mexico                                                                                           | Italië - Australië Zwitserland - Oekraïne | Engeland - Ecuador Portugal - Nederland | Brazilië - Ghana Spanje - Frankrijk                                                                                           |
| Kwartfinales | | | |
| Duitsland - Argentinië | Italië - Oekraïne | Engeland - Portugal | Brazilië - Frankrijk |
| Halve finales | | | |
| Duitsland - Italië | Duitsland - Italië | Portugal - Frankrijk | Portugal - Frankrijk |
| Troostfinale | | | |
| Duitsland - Portugal | | | |
| Finale | | | |
| Italië - Frankrijk | | | |